# هيلين بوترايت
هيلين بوترايت (بالإنجليزية: Helen Boatwright)‏ هي مغنية ومغنية أوبرا أمريكية، ولدت في 17 نوفمبر 1916 في شيبويغن في الولايات المتحدة، وتوفيت في 1 ديسمبر 2010 في Jamesville, New York ‏ في الولايات المتحدة.